# Ikweri
Ikweri est une localité du Cameroun située dans le département de la Momo et la Région du Nord-Ouest. Elle fait partie de la commune de Njikwa.

## Localisation
Le village de Ikweri est situé à environ 44 km de Bamenda, le chef-lieu de la Région du Nord-Ouest et à environ 314 km de Yaoundé, la capitale du Cameroun.

## Population
Lors du recensement de 2005, on y dénombre 617 habitants dont 292 femmes et 325 hommes.

## Infrastructures
Ikweri dispose d'un centre de santé : Eberenyie Intergrated et d'une école publique : GS Ikweri
En 2013 health development consultancy (HEDECS) a été mandaté pour faire une évaluation du système médical et faire de la prévention auprès des habitants du village.